# うちはステップファミリー
『うちはステップファミリー』は、2005年4月4日から5月27日に放送された愛の劇場（TBS系）の作品。

## 概要
お互いバツイチの子連れで再婚した夫婦とその子供たち（ステップファミリー）の交流と成長、そして葛藤をほのぼのと描いたホームドラマ。森口博子は1997年に放映された『さしすせそ!?』以来の帯ドラマ主演となる。

## 出演者
- 小山田（旧姓：林田）貴子 - 森口博子
- 小山田雅臣 - 坂上忍
- 小山田直 - 枚田菜々子
- 小山田匠 - 吉田悠真
- 小山田未来 - 近内里緒
- 小山田大地 - 坂東慶伍
- 小山田摩耶 - 佐々木麻緒
- 高野翔 - 大高力也
- 小山田雅嗣 - 小宮孝泰
- 小山田真澄 - 野口ふみえ
- 小山田美鈴 - 辻沢杏子
- 吉村慶子 ‐ 弘中麻紀
- 林田大三郎 - 阿藤快
- 林田敏子 - 服部妙子
- 高見沢英子 ‐ 川俣しのぶ
- 竹本蘭子 ‐ 高田敏江
- 円城寺あや
- 高橋月子
- 遠山俊也
- 語り - 桜井麻美ほか

## スタッフ
- 脚本 - 西荻弓絵、関えり香、藤井清美
- 演出 - 清水満、油谷誠至、大塚徹
- プロデューサー - 高橋泰、小越浩造
- 編成担当 - 津留正明
- 音楽 - 原田末秋
- 制作 - 総合企画アンテンヌ
- 製作 - TBS

## 主題歌
- 「優しくなりたい」

作詞･作曲：信保陽子／編曲：渡辺雄一／歌：森口博子